# Камера автофиксации проезда на красный свет

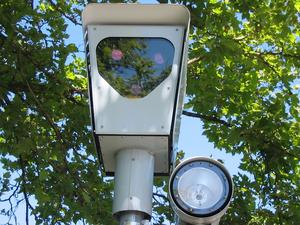
«Red light camera» в Бивертоне (Орегон)

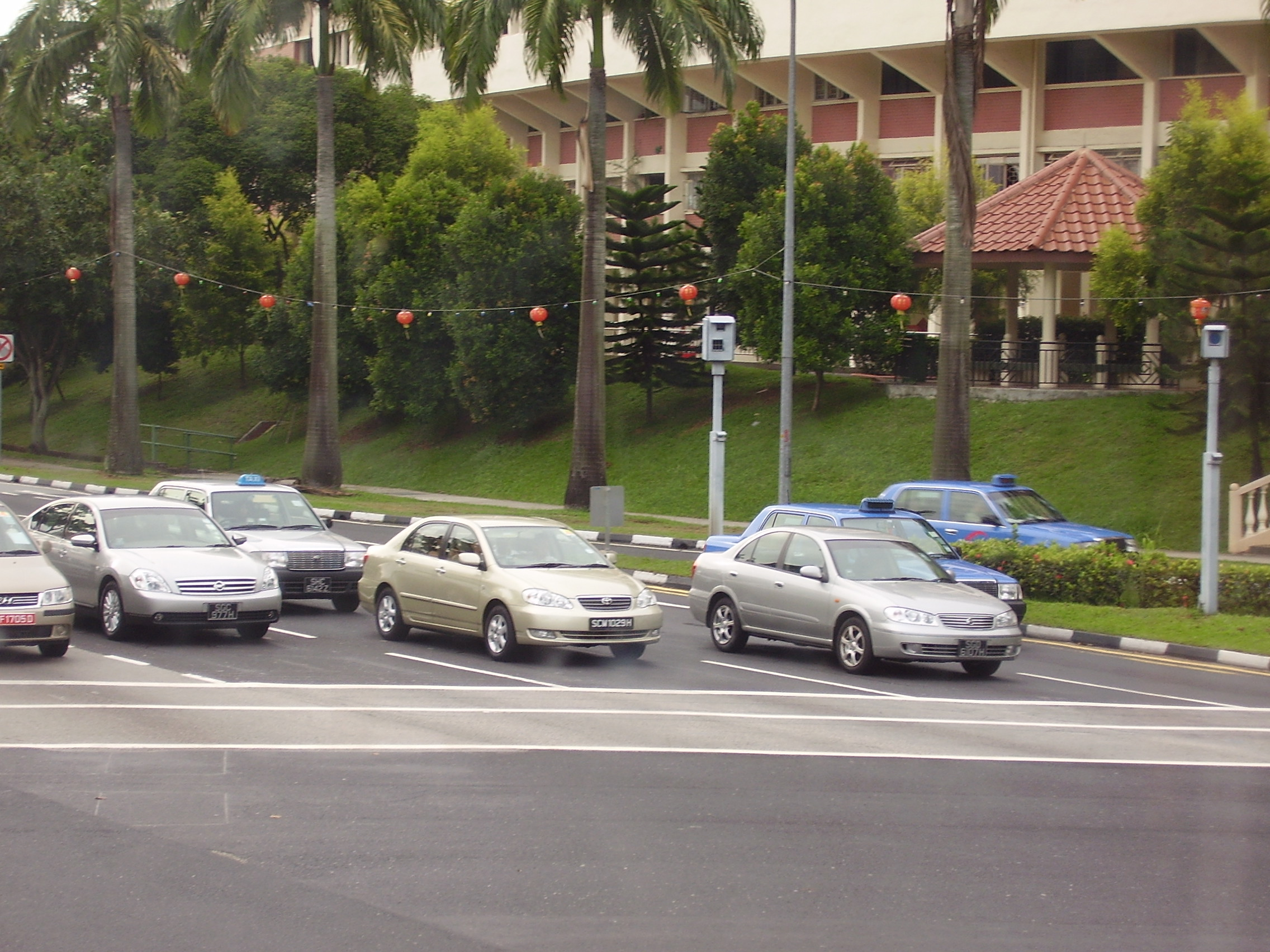
Камера (с двумя объективами) и лампа-вспышка (справа) перед перекрестком. Сингапур

Камера автофиксации проезда на красный свет (англ. red light camera  — LRC) — вид фото- или видеокамеры, которая автоматически делает цифровой снимок транспортного средства, что проехал перекресток на запрещенный сигнал светофора (красная фаза). Снимок является допустимым доказательством, что позволяет применить штрафные санкции к нарушителям правил дорожного движения, или к владельцев сфотографированных транспортных средств.
Полная система автофиксации состоит из нескольких элементов — собственно цифровой камеры; лампы-вспышки для дополнительной подсветки в ночное время; датчиков, вмонтированных в покрытие дороги; микропроцессора, управляющего системой; средств передачи цифровых изображений до диспетчерского пункта.
Камера автоматически включается когда транспортное средство (далее — ТС) проезжает стоп-линию после того, как светофор перешел в красную (запретную) фазу. Сотрудники полиции просматривают снимки и определяют, в действительности был осуществлен проезд на запрещающий сигнал светофора. Сообщения о нарушениях правил дорожного движения (далее — ПДД) направляется на адрес владельца ТС.
Подобные камеры используются в разных странах мира, включая большинство стран Западной Европы, Австралию, Новую Зеландию, Канаду, Англию, Сингапур и США.